# Joe Flaherty
Joe Flaherty (* 21. Juni 1941 in Pittsburgh, Pennsylvania als Joseph O’Flaherty; † 1. April 2024) war ein US-amerikanischer Komiker und Filmschauspieler.

## Leben
Joe Flaherty kam Mitte der 1960er-Jahre nach Chicago und spielte dort bei der Theatergruppe The Second City und wirkte auch bei deren Radioshows mit. 1974 ging er nach Toronto zur neu gegründeten Second-City-Theatergruppe. Hier wirkte er von 1976 bis 1984 bei den Sketch-Comedy-Fernsehshows der Gruppe als Autor und Schauspieler mit. Ab 1990 spielte er den Vater Fred in der Sitcom Maniac Mansion. Ab 1997 war er als Commandant Stuart Hefilfinger in der Serie Police Academy zu sehen. 1999 bis 2000 spielte er Harold Weir in der Serie Voll daneben, voll im Leben.
Insgesamt wirkte er in über 100 meist humoristischen Produktionen mit.
Joe Flaherty starb am 1. April 2024 im Alter von 82 Jahren.

## Filmografie (Auswahl)
- 1976–1977: The David Steinberg Show (Fernsehserie, zehn Folgen)
- 1976–1981: Second City TV (Fernsehserie, 78 Folgen)
- 1981–1983: SCTV Network 90 (Fernsehserie, 39 Folgen)
- 1983–1984: SCTV Channel (Fernsehserie, 18 Folgen)
- 1979: 1941 – Wo bitte geht’s nach Hollywood (1941)
- 1986: Ein ganz verrückter Sommer (One Crazy Summer)
- 1989: Zurück in die Zukunft II (Back to the Future Part II)
- 1989: Eine schrecklich nette Familie (Married... with Children, eine Folge)
- 1989: Cannonball Fieber – Auf dem Highway geht’s erst richtig los (Speed Zone!)
- 1990–1993: Maniac Mansion (Fernsehserie, 65 Folgen)
- 1995: Stuart Stupid – Eine Familie zum Kotzen (Stuart Saves His Family)
- 1996: Happy Gilmore
- 1997: The Wrong Guy
- 1997–1998: Police Academy (Fernsehserie, 26 Folgen)
- 1999–2000: Voll daneben, voll im Leben (Freaks and Geeks, Fernsehserie, 18 Folgen)
- 2001: Go Fish (Fernsehserie, fünf Folgen)
- 2001–2003: King of Queens (The King of Queens, Fernsehserie, fünf Folgen)

## Einzelnachweis
1. ↑  James Crowley: Joe Flaherty Dead: ‘Freaks & Geeks’ Star Dies at 82. In: hollywoodlife.com. 2. April 2024, abgerufen am 23. Mai 2024 (englisch).

| Personendaten    | Personendaten                                  |
| ---------------- | ---------------------------------------------- |
| NAME             | Flaherty, Joe                                  |
| ALTERNATIVNAMEN  | O’Flaherty, Joseph (vollständiger Name)        |
| KURZBESCHREIBUNG | US-amerikanischer Komiker und Filmschauspieler |
| GEBURTSDATUM     | 21. Juni 1941                                  |
| GEBURTSORT       | Pittsburgh, Pennsylvania, Vereinigte Staaten   |
| STERBEDATUM      | 1. April 2024                                  |